# فانبین
فانبین (به سوئدی: Fanbyn) یک منطقه مسکونی است که در بخش سونسوال شهرستان وسترنورلاند در کشور سوئد واقع شده است. جمعیت فانبین در پایان سال ۲۰۱۰ بالغ بر ۵۲۶ نفر بوده است.